# Nanostrangalia breuningi
Nanostrangalia breuningi là một loài bọ cánh cứng trong họ Cerambycidae.